# آلتون اچ. بلکینگون
آلتون اچ. بلکینگون (انگلیسی: Alton H. Blackington; ۱۸۹۸ – ۱۹۶۳) یک عکاس، نویسنده، شخصیت رادیویی و مجری برنامه تلویزیونی بود که به خاطر ویژگی‌هایش در زندگی در نیو انگلند شهرت داشت. او به بلکی معروف بود. او که به عنوان یک "یانکی رنگ شده در پشم" توصیف می‌شود، وقایع‌نگار افسانه‌ها و افسانه‌های نیو انگلند بود. مجموعه عکس‌های گسترده او شامل عکس‌های زیادی از نیو انگلند و همچنین عکس‌های دیگری از سفرهای خارج از کشور او بود. مجموعه او همچنین شامل عکس‌هایی از جنوب غربی آمریکا و عکس‌هایی است که از طریق شرکت عکس خودش جمع‌آوری کرده است.
بلکینگتون در راکلند، مین به دنیا آمد. او در طول جنگ جهانی اول در نیروی دریایی خدمت کرد.
در سال ۱۹۱۹ به بوستون هرالد ملحق شد و به مدت ۱۰ سال در مورد نیو انگلند مطالبی نوشت. او در نهایت یک شرکت عکس تاسیس کرد و به عنوان سخنران و مجری برنامه‌های رادیویی مشغول به کار شد. او مسئول گرفتن تصاویر ناراحت‌کننده از لینچ ترور نژادی در جنوب است که معروف‌ترین آنها شکنجه عمومی و قتل لوید وارنر در سال ۱۹۳۳ در سنت جوزف، میسوری است.